# Formaty plików wideo
Formaty plików wideo

## 3GP
3GP – jeden z najczęściej używanych formatów kompresji stosowanych w telefonach komórkowych, rozmiar i możliwy kodek zależny jest od modelu telefonu.
Pliki w formacie 3GP są najczęściej plikami przekonwertowanymi z innych formatów wideo. Mogą być również nagrane przez telefon bezpośrednio w tym formacie (głównie starsze modele telefonów firmy Sony Ericsson)

## ASF
ASF – format plików wideo. Format ASF wykorzystywany jest najczęściej do przechowywania strumieni danych zakodowanych za pomocą Windows Media Audio (WMA) i/lub Windows Media Video (WMV).

## AVI
AVI – format plików wideo często wykorzystywany do zapisywania filmów obrobionych w programach do obróbki wideo. Jest często używany na urządzeniach mobilnych PDA. AVI jest odmianą formatu RIFF.

## DV
DV (Digital Video) – format cyfrowego zapisu wizji stosowany głównie w kamerach cyfrowych DVC (ang. Digital Video Camcorder) oraz magnetowidach cyfrowych DVCR (ang. Digital Video Cassette Recorder).

## DVD
DVD – jest standardem nagrywania płyt.

## FLV
FLV – format technologii Flash wykorzystywany w odtwarzaczach wideo na stronach internetowych np. YouTube. Plik .flv można odtworzyć za pomocą zwykłej przeglądarki internetowej z wtyczką Adobe Flash Player lub Gnash, a także osobnych programów, spośród których wiele udostępnianych jest bezpłatnie, np. Winamp, Moyea FLV Player, FLV Player, ALLPlayer (programy na licencji freeware), MPlayer, VLC media player (programy na licencji GPL).

## M2TS
M2TS (Blu-ray) – format zapisu filmów HD przez kamery AVCHD.

## MKV
MKV (Matroska) – format przechowywania obrazu i dźwięku w jednym pliku (kontener multimedialny).

## MOV
MOV – technologia multimedialna rozwijana przez firmę Apple.

## MP4
MP4 (MPEG-4 Part 14) – jest kontenerem multimedialnym.

## MPG
MPG (MPEG) – format video obsługujący kodowanie MPEG-1 oraz MPEG-2

## Ogg
Ogg – format kontenera strumieni danych, opracowany przez fundację Xiph.org, stworzony, by wspierać inicjatywy związane z rozwojem wolnego oprogramowania do kodowania i dekodowania multimediów.

## SMV
SMV (SigmaTel Motion Vid) – jest prostym formatem używanym przez małe odtwarzacze multimediów, które są z nim kompatybilne.

## SVCD
SVCD – standard nagrywania płyt bardzo podobny do VCD, ale o wiele nowszy. Główną różnicą między obydwoma standardami jest jakość obrazu.

## TS
TS (Transport Format) – format wideo używany do zapisu wideo na Digital Video.

## WMV
WMV (Windows Media Video) – format kompresji filmów.

## VCD
VCD – format zapisu cyfrowego strumienia audio-wideo na płycie kompaktowej. Format ten jest poprzednikiem DVD.